# صفيحة هندية أسترالية

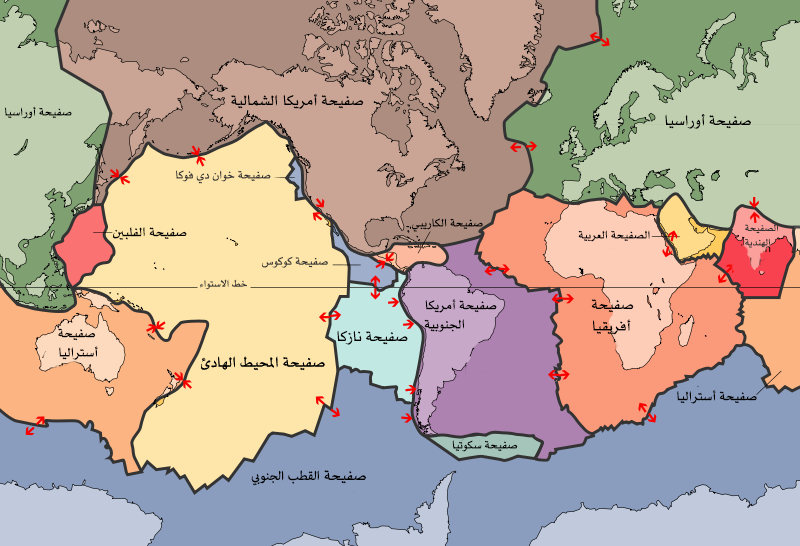
The Indo-Australian plate, shown as divided between the Indian Plate and the Australian Plate

تعد الصفيحة الهندية الأسترالية عبارة عن صفيحة تكتونية ضخمة تشتمل على قارة أستراليا والمحيط المحيط بها، وتمتد نحو الشمال لتشتمل على شبه قارة الهند والمياه المحيطة بها. وقد تشكلت بسبب اندماج الصفيحة الهندية مع الصفيحة الأسترالية منذ 43 مليون عام مضت. وتقترح الدراسات الحديثة والأنشطة الزلزالية المتأخرة مثل زلزال آتشيه 2012 أن الصفيحة الهندية الأسترالية آخذة في الانفصال إلى صفيحتين منفصلتين بسبب الضغوط الناجمة، بشكل مبدئي، عن تصادم الصفيحة الهندية الأسترالية مع الصفيحة الأوراسية عبر جبال الهيمالايا. والجانب الشرقي (أستراليا) يتحرك تجاه الشمال بمعدل 5.6 سم في العام، في حين أن الجانب الغربي (الهند) يتحرك فقط بمعدل 3.7 سم في العام بسبب إعاقة جبال الهيمالايا. وهذه الحركة التفاضلية تؤدي إلى الضغط على الصفيحة بالقرب من مركزها في سومطرة بالإضافة إلى احتمالية انقاسهما إلى صفيحة هندية وصفيحة أسترالية. وغالبًا ما يشار إلى الصفيحتين المبدئيتين أو الصفيحتين الفرعيتين باسم الصفيحة الهندية والصفيحة الأسترالية.
ويمكن أن تنفصل صفيحة كابريكون ثالثة من الجانب الغربي للصفيحة الهندية.

## الأصول
يدعم العمر الترسيبي لمجموعة جبل بارين في الهامش الجنوبي لـمجن يلجارن وتحليل نشأة الزيركون الافتراضية القائلة بوقوع تصادمات بين مجن بيلبرا–يلجارن وأدي مجن يلجارن–جاولير إلى تكوين قارة أسترالية أولية في حوالي 1696±7 ميا (Dawson et al. 2002).

## الامتداد الجغرافي
تعد شبه قارة الهند وماغانيسيا (أستراليا ونيو غينيا وتسمانيا) ونيوزيلاندا ونيو كاليدونيا كلها أجزاء من قارة غندوانا الفائقة القديمة. وقد أدى تمدد أرضية البحر إلى فصل هذه الكتل الأرضية عن بعضها البعض، إلا أنه بعد أن أصبحت مراكز التمدد غير نشطة، اندمجت تلك الكتل مرة أخرى لتكوين صفيحة واحدة.
تشير قياسات نظام التموضع العالمي (GPS) الحديثة في أستراليا إلى أن الصفيحة تتحرك بسرعة 67 مم / عام بزاوية 35 درجة نحو الشمال. لاحظ أنه تم تسجيل نفس الاتجاهات والسرعات لنقاط في أوكلاند وجزيرة عيد الميلاد وجنوبي الهند. ويفترض وجود اختلاف طفيف في الاتجاه المحلي في أوكلاند بسبب وجود التواء خفيف في الصفيحة هناك، حيث تتعرض للضغط بفعل صفيحة المحيط الهادي.
والجانب الشمالي الشرقي معقد، لكنه يمثل حدًا متقاربًا مع صفيحة المحيط الهادي. وتتعرض صفيحة المحيط الهادي للانخفاض تحت الصفيحة الأسترالية، والتي تكون خندقي تونغا وكيرماديك، وأقواس جزر تونغا وكيرماديك. كما أن ذلك أدى كذلك إلى رفع الأجزاء الشرقية من الجزيرة الشمالية في نيوزلاندا.
وتتمزق الآن قارة زيالانديا، والتي انفصلت عن أستراليا منذ 85 مليون عام مضت وتمتد من نيو كاليدونيا في الشمال إلى جزر جنوب القطب الجنوبي النيوزيلاندية في الجنوب، بمحاذاة حد التحويل الذي يحدده فالق جبال الألب.
وإلى الجنوب من نيوزيلاندا، أصبح الحد حدًا انتقاليًا للتحويل والتقارب، منطقة فالق ماكواري، حيث تبدأ الصفيحة الأسترالية في الانخفاض تحت صفيحة المحيط الهادي بمحاذاة خندق بايسيجور. وإلى الجنوب الغربي من هذا الخندق، تمتد قمم ماكواري الجبلية.
والجانب الجنوبي عبارة عن حد متقارب حيث يطلق على صفيحة القطب الجنوبي اسم الأعراف الهندية الجنوبية الشرقية (SEIR). والجانب الشرقي عبارة عن حد تحولي مع الصفيحة العربية يطلق عليه اسم منطقة انهيار أوين، بالإضافة إلى كونه حدًا متقاربًا حيث يطلق على الصفيحة الإفريقية اسم الحافة الهندية الوسطى (CIR). والجانب الشمالي من الصفيحة الهندية الأسترالية عبارة عن حد متقارب مع الصفيحة الأوراسية لتشكيل جبال الهيمالايا وهندوكوش.
والجانب الشمالي من الصفيحة الهندية الإسترالية تشكل حدًا منخفضًا مع الصفيحة الأوراسية على حدود المحيط الهندي من بنغلاديش إلى ميانمار إلى الجنوب الغربي من جزر سومطرة وجافا الإندونيسية.
والحد المنخفض الذي يمر عبر إندونيسيا ليس محاذيًا لخط والاس الجغرافي الحيوي الذي يفصل الحيوانات الأصلية في آسيا عن تلك الخاصة بأسترالاسيا. وتقع الجزر الشرقية لإندونيسيا بشكل رئيسي على الصفيحة الأوراسية، إلا أنها تحتوي على نباتات وحيوانات مرتبطة بأسترالاسيا.